# フラクタル地形

フラクタル地形（フラクタルちけい、英: Fractal landscape）は、基本的には2次元形式のフラクタルによる海岸線であり、コッホ曲線の確率論的生成と見なすことができる。ハウスドルフ次元 D は、2 と 3 の間の小数である。
そのような地形を生成する方法としては、中点変位法を用いて、正方形を4つの同じ大きさの小さい正方形に分割し、その中心の点を無作為な値で垂直方向に変位させる。この過程を4つに分けられた各正方形についても繰り返し、再帰的に実施して必要な詳細レベルに到達するまで行う。フラクタル地形データを生成する手法は他にも様々ある（パーリンノイズなど）。
フラクタル地形生成の分野においては、Kenton "Doc Mojo" Musgrave のコンピュータプログラム MojoWorld Generator を使ってみるのが、フラクタル地形に触れるには便利である。Musgrave のフラクタル地形関連の主な業績は、惑星の地形を衛星軌道から見た状態で描画し、そこからスムーズに詳細なレベルにまでズームしていくことができる手法の開発であった。MojoWorld では、これをある程度の性能のパーソナルコンピュータで誰でも対話的に体験することができるようにした。類似のプログラムとして、Matt Fairclough の Terragen がある。